# Intuïció sensible
Intuïció sensible a la filosofia d'Immanuel Kant és la forma que té l'ésser humà de conèixer, ineludiblement a través dels sentits. Segons Kant el coneixement que extraiem del món té certes condicions formals, que són:
- L'espai, consistent en un marc a priori on es troben els objectes sensibles. Kant explica que no podem comprendre ni imaginar un buit d'espai. Un exercici que pot ajudar a entendre això seria imaginar un objecte (per exemple una capsa). Tenir la representació de la capsa a la ment, intentar d'eliminar-la. A la ment ara ja no hi ha cap objecte, tanmateix continua existint un espai en què formalment es representen els conceptes sensibles. D'aquesta manera, és lògic pensar que no podem imaginar el buit d'espai.
- El temps, après en percebre's successió i simultaneïtat d'esdeveniments i la mutabilitat progressiva de les representacions sensibles.